# Усть-Ламенский сельсовет
Усть-Ламенский сельсовет — сельское поселение в Венгеровском районе Новосибирской области Российской Федерации.
Административный центр — село Усть-Ламенка.

## История
Статус и границы сельского поселения установлены Законом Новосибирской области от 2 июня 2004 года № 200-ОЗ «О статусе и границах муниципальных образований Новосибирской области»

## Население
| 2002 | 2010 | 2012 | 2013 | 2014 | 2015 | 2016 |
| ---- | ---- | ---- | ---- | ---- | ---- | ---- |
| 446  | ↘359 | ↘334 | ↘307 | ↘298 | ↘289 | ↘271 |
| 2017 | 2018 | 2019 | 2020 | 2021 |      |      |
| ↘261 | ↘251 | ↘235 | ↘210 | ↘193 |      |      |

## Состав сельского поселения
| № | Населённый пункт | Тип населённого пункта       | Население |
| - | ---------------- | ---------------------------- | --------- |
| 1 | Усть-Ламенка     | село, административный центр | ↘338      |
| 2 | Яча              | посёлок                      | ↘21       |